# Kruvenica
"Kruvenica" je list Župe sv. Stjepana I., pape i mučenika, u Hvaru.
Ime je dobio po crkvici iz 15. st. koja se nalazi na dominantnom položaju nad Hvarom.
Od 1976. do 1980. godine izlazio je pod imenom "Kruvenica : list mladih hvarskih vjernika", a uređivao ga je tadašnji hvarski kapelan don Andro Ursić. Obnovljen je kao župni list u svibnju 2007. godine.
Izlazi četiri puta godišnje.